# Emerita rathbunae
Emerita rathbunae is een tienpotigensoort uit de familie van de Hippidae. De wetenschappelijke naam van de soort is voor het eerst geldig gepubliceerd in 1935 door Schmitt.